# Hossein Shahabi
Hossein Shahabi (en persan : حسین شهابی), est un réalisateur, producteur et scénariste iranien né le 28 novembre 1967 à Tabriz (Iran) et mort le 22 janvier 2023.

## Carrière
Après avoir étudié la musique classique à l’université de Téhéran, Hossein Shahabi a passé quelques années en tant que professeur de musique privée. En 1996, il produit un court-métrage (Cent fois cent), pour le 100e anniversaire du cinéma et reçoit un prix lors de ce festival. Depuis, il a écrit, réalisé et produit vingt courts-métrages, dix fictions (pour le marché iranien) et trois longs-métrages sortis au cinéma, dont quelques-uns ont reçu des prix lors de festivals du film internationaux et locaux. The Bright Day (en) (2013), son premier film, fut bien accueilli par les critiques et nommé dans quatre catégories au festival international du film de Fajr à Téhéran (février 2013) et remporta deux récompenses d’honneur. The Bright Day a été joué pour la première fois à l’international lors de la compétition du festival de film Mar del Plata en 2013 et remporta le prix Astor. Le film a aussi été diffusé à des festivals comme les 3e Persian Film Festival de Sydney, 28e Boston Film Festival, 21e Houston Film Festival, 18e Washington DC Film Festival, 29e Los Angeles Film Festival et à l’université de Rice et UCAL aux États-Unis,. De plus il remporta le prix de meilleure réalisation et meilleur film au 24e festival des films de l’Iran au Centre cinématographique Gene Siskel à Chicago et Silver Award Faisan et un prix en argent pour le premier film du 19e Festival international du film du Kerala, en Inde du meilleur réalisateur.

### Filmographie
| Année | Titres français           | Titre original  | Translittération      |
| ----- | ------------------------- | --------------- | --------------------- |
| 2017  | Libération conditionnelle | آزاد به قید شرط | Conditional release   |
| 2017  | La période du cancer      | دوران سرطانی    | The cancer period     |
| 2014  | enchères                  | حراج            | The Sale              |
| 2013  | lumière du jour           | روز روشن        | The Bright Day        |
| 2012  | Pour l'amour de Mahdi     | بخاطر مهدي      | For the Sake of Mahdi |
| 1996  | Les traces de la lumière  | رد پاي نور      | radd e paye noor      |
| 1997  | tunnel 18                 | تونل ١٨         | toonele 18            |
| 1998  | fantôme                   | شبح             | shabah                |
| 2000  | Les guerres et trésor     | جنگ و گنج       | jang o ghanj          |
| 2001  | la photo                  | عكس             | aks                   |
| 1995  | Cent à cent               | صدبرابرصد       | sad barabarsad        |
| 1995  | Elevator                  | آسانسور         | asansor               |
| 1997  | Bright Shadow             | سايه روشن       | saye roshan           |
| 2000  | votif                     | نذري            | nazri                 |
| 2001  | Echo                      | پژواك           | pejhvak               |
| 2001  | Rain Tree                 | درخت باراني     | derakhte barani       |
| 2008  | Le dernier mot            | حرف آخر         | harfe akhar           |

## Récompenses et nominations

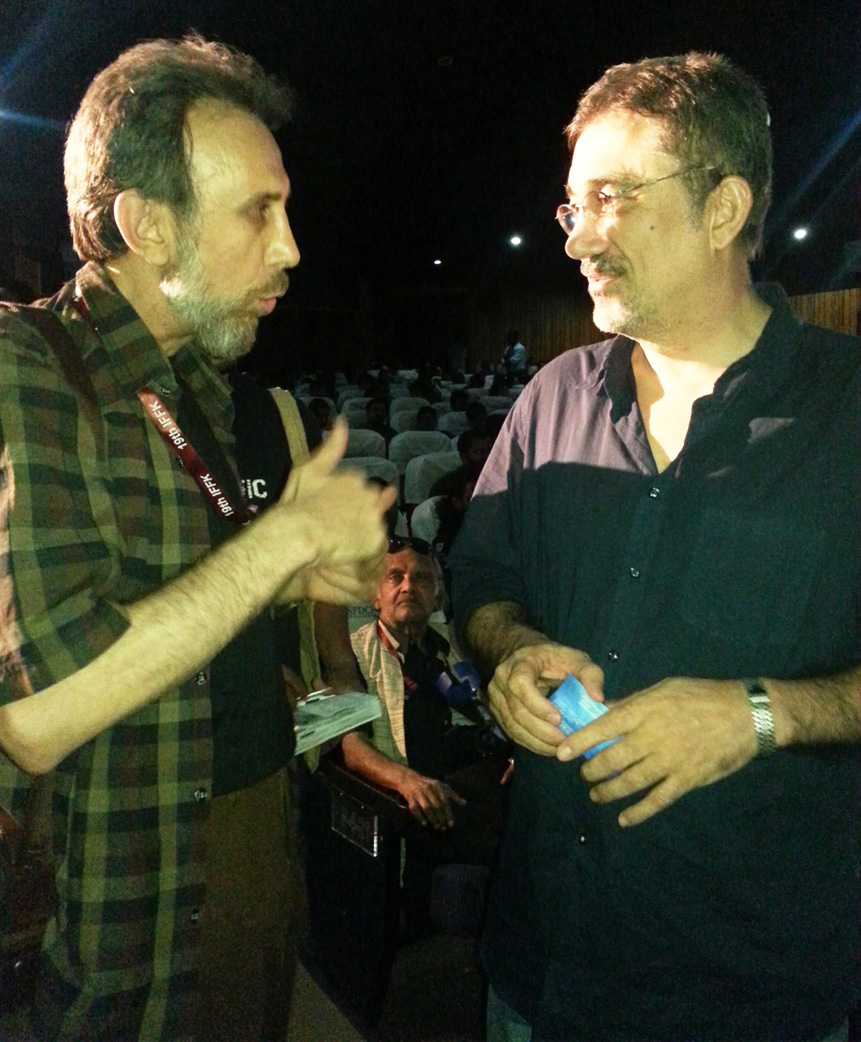
Hossein Shahabi & Nuri Bilge au Festival du film du Kerala en 2014.

- Prix du meilleur film et du meilleur montage pour le film Écho au Festival international des médias iraniens (1996)
- Prix du meilleur film et du meilleur scénario pour le film Cent à Cent pour cent au Festival du Centenaire du cinéma en Iran (1996)
- Récompense et prime pour le meilleur scénario pour le Script de havva au premier Festival Femmes et Guerre (2000)
- Prix du meilleur scénario du 31e Festival international du film de Fajr pour le film The Bright Day (2013)
- Mention spéciale du jury lors du 28e- Festival international du film de Mar del Plata pour le film The Bright Day (2013)
- Prix du meilleur film 24e Festival du Film à Chicago pour le film The Bright Day (2014)
- Prix Faisan d'argent et prime pour le premier film du 19e Festival international du film du Kerala en Inde pour le meilleur réalisateur (2014)

### Nominations
- Nommé au prix de Simorgh de cristal au 31e Festival du film de Fajr pour le meilleur premier film pour le film The Bright Day (2013)
- Nommé au 28e édition du Festival du Film de Boston pour le film The Bright Day (2014)
- Nommé au 21e Festival du Film de Houston pour le film The Bright Day (2014)
- Nommé au 18e Festival du Film à Washington DCpour le film The Bright Day (2014)
- Nommé au Festival des films iraniens de la Rice University pour le film The Bright Day (2014)
- Nommé au Festival des films iraniens au Los Angeles County Museum of Art pour le film The Bright Day (2014)
- Nommé au Festival des films iraniens de l'université UCLA pour le film The Bright Day (2014)
- Nommé au 3e Festival international du film perse de Sydney pour le film The Bright Day (2014)
- Nommé au 21e Festival international du cinéma asiatique à Vesoul pour le film Enchères (2015) [12]
- Nommé au 11e Festival international du film de Zurich pour le film The Bright Day (2015) [13]